# Mount Royals bergbana
Mount Royals bergbana (engelska: Mount Royal Funicular Railway) var en  bergbana i Montréal, delstaten Québec i Kanada. Den transporterade besökare i Mount Royal Park upp till toppen av berget Mount Royal. Banan var i drift åren 1884–1918.
Bergbanan bestod av en horisontell linje från parkens entré till en station vid foten av Mount Royal där man bytte till den egentliga bergbanan. Vagnarna på båda delarna av banan drogs av en ångmaskin med vajrar från stationen vid foten av berget. 
Banan invigdes år 1884 och öppnade för passagerare året efter.
Landskapsarkitekten Frederick Law Olmsted, som ritade parken år 1876, var motståndare till bergbanan. Hans vision var en park där man kunde flanera till toppen av  berget, inte transporteras av en maskin. Efter några år byggdes trots allt en bergbana längs östra sidan av Mont Royal till en utsiktsplats nära toppen. Banan lades ner år 1918 eftersom konstruktionen inte var säker och revs två år senare. Den ersattes av en spårvagnslinje, nr 11, som var i drift till år 1959.